# Consuelo Montañés Soriano
Consuelo Montañés Soriano   (Tarragona, 1 de setembre de 1844 - Buenos Aires, 1920) va ser una actriu i cantant d'òpera i sarsuela espanyola.
Va néixer a Tarragona l'1 de setembre de 1844, filla dels actors Joaquín Montañés, natural de Saragossa, i María Soriano, nascuda a Salamanca, i germana de la també soprano Adelaida Montañés. El setembre de 1865 formava part de la companyia que actuava al Teatro de la Zarzuela, que no va fer bona campanya teatral fins que van fer la sarsuela El capitán negrero. El 1876 va ser contractada com a soprano de nou per l'empresa del mateix teatre. Va acabar formant part de la companyia de Guillermo Cereceda, amb qui es va casar. El 1882 van representar a benefici de Montañés l'obra Gracia en San Gervasio al Teatre Tívoli de Barcelona. Va representar l'obra La Mascotte d'Edmond Audran, estrenada els anys 1884 i 1885 al Teatre del Circo de Madrid, en la qual va interpretar Bettina, la protagonista. El 27 de juny de 1889 va interpretar el paper protagonista en l'estrena de l'obra Carmen de Bizet al Teatre de Eslava de Sevilla, que es representà també al Tívoli de Barcelona. Al tombant de segle xx, formava part de la companyia del Teatro Eldorado, procedent del Teatro Apolo, juntament amb la soprano Sofía Romero, entre altres actors, que van estrenar, entre d'altres, la sarsuela El barquillero.